# Remise (Gehölz)
Unter einer Remise wird in der Forst- und Jagdsprache eine vorwiegend aus Eichen bestehende Gehölzgruppe verstanden, welche dazu geeignet ist, dem Weidevieh als Unterstand zu dienen. So legte beispielsweise um 1833 Peter Joseph Lenné im Zuge der gartenplanerischen Verschönerung Potsdams derartig bezeichnete Gehölzgruppen in der Bornstedter Feldmark an.